# Илахунова, Раушангуль Саитовна
Раушангуль Саитовна Илахунова (15 ноября 1922, Джаркентский район, Джетысуйская область, ТАССР, РСФСР — 25 мая 2000, Алма-Ата, Казахстан) — советская и казахстанская актриса, певица. Народная артистка Казахской ССР (1966); Заслуженная артистка Казахской ССР (1955).

## Биография
Родилась 15 ноября 1922 года в Джаркентском районе Джетысуйской области (ныне Панфиловский район Алматинской области Казахстана).
В 1936 году была принята в труппу Уйгурского колхозно-совхозного театра (г. Жаркент), где работала до 1941 года. С 1941 до конца своей жизни — актриса Республиканского уйгурского музыкально-драматического театра (ныне Государственный республиканский уйгурский театр музыкальной комедии имени К. Кужамьярова). Дебютировала в главной роли в спектакле Д. Асимова и А. Садырова «Анархан». Позже сыграла роли: Санам («Герин и Санам» И. Саттарова и В. И. Дьякова), Зухра («Тахир и Зухра» С. Асимова и А. Садырова), Гульшаим («Мукамчи» А. А. Аширова), Баян, Камка («Козы Корпеш — Баян сулу» и «Кыз Жибек» Г. М. Мусрепова), Шамиля («Бай и батрак» Х. Н. Хамзы), Парма и биби («Бунт невесток» С. Ахмада), Сания («Лейли и Маджнун» С. Хуршида), Мать («Белое платье матери» Ш. Хусайнова; диплом 2-й степени Всесоюзного фестиваля драматургии и театрального искусства народов СССР, 1977), Анна Ильинична («Семья» И. Ф. Попова), Эвриклея («Гнев Одиссея» А. Вальехо), Мирандолина («Трактирщица» К. Гольдони) и др.
Илахунова — актриса широкого творческого диапазона, игра её отличается точностью, искренностью чувств и тонкой пластикой. Часто выступала в концертах. В репертуаре музыкальные произведения и песни многих народов: уйгуров, казахов, русских, киргизов, узбеков и др. Известна в Китае, России, Пакистане, Турции, Молдове, Узбекистане, Кыргызстане и др. Награждена орденами Трудового Красного Знамени и «Знак Почёта» (03.01.1959).